# Parallelismo in geometria iperbolica
La nozione di parallelismo in geometria iperbolica differisce molto da quella presente nella geometria euclidea. Essenzialmente, esistono due tipi di parallelismo in geometria iperbolica: due rette (o oggetti più generali) in uno spazio iperbolico possono essere
- asintoticamente paralleli se sono paralleli ma "si incontrano all'infinito".
- ultraparalleli se sono paralleli e divergono all'infinito.

L'aspetto nuovo della geometria iperbolica, non presente nella euclidea, è proprio la possibilità di avere rette ultraparallele. Un'altra differenza sta nel fatto che il parallelismo in geometria iperbolica non è una relazione di equivalenza, perché non vale la proprietà transitiva.

## Rette nel piano iperbolico

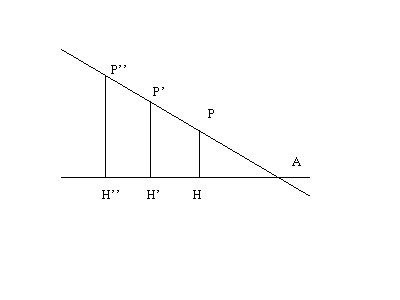
Due rette secanti

Due rette nel piano iperbolico possono essere essenzialmente di tre tipi.

### Rette secanti
Due rette sono secanti se si intersecano in un punto. Due rette non secanti sono parallele. Esistono però due nozioni ben diverse di parallelismo.

### Rette asintoticamente parallele

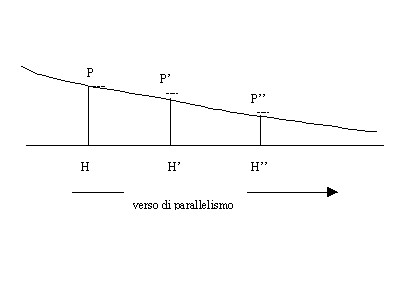
Due rette asintoticamente parallele

Due rette parallele sono asintoticamente parallele se vale uno dei seguenti fatti equivalenti:
- le due rette hanno un punto all'infinito in comune;
- esistono coppie di punti sulle due rette arbitrariamente vicini (cioè per ogni {\displaystyle \varepsilon >0} esistono due punti {\displaystyle x} e {\displaystyle y} appartenenti alle due rette con distanza minore di {\displaystyle \varepsilon });
- non esiste nessuna retta perpendicolare a entrambe;
- esiste un orociclo perpendicolare a entrambe.

### Rette ultraparallele

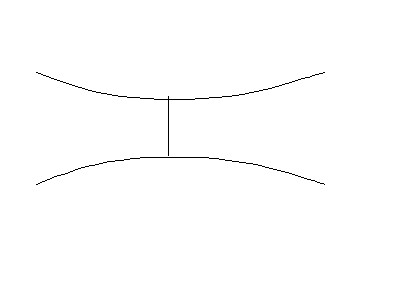
Due rette ultraparallele

Due rette parallele sono ultraparallele se vale uno dei seguenti fatti equivalenti:
- le due rette non hanno punti all'infinito in comune;
- la distanza fra punti è limitata inferiormente (cioè esiste {\displaystyle M>0} tale che la distanza fra due punti {\displaystyle x} e {\displaystyle y} appartenenti alle due rette è sempre maggiore di {\displaystyle M});
- esiste una retta perpendicolare a entrambe;
- non esiste nessun orociclo perpendicolare a entrambe.

La retta perpendicolare ad entrambe è in realtà unica.

## Angolo di parallelismo

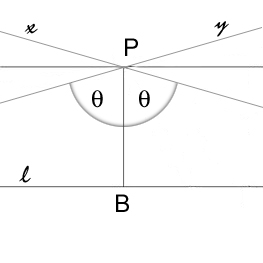
Le rette parallele a una data passanti per formano un angolo, detto angolo di parallelismo. Al variare dell'angolo si ottengono rette differenti.

Il quinto postulato iperbolico asserisce che, data una retta {\displaystyle l} ed un punto {\displaystyle P} disgiunto da {\displaystyle r}, esistono almeno due rette parallele a {\displaystyle r} passanti per {\displaystyle P}. Dal postulato risulta però che tali rette sono infinite: questo segue dai fatti seguenti.
1. Sia {\displaystyle B} il punto di {\displaystyle l} più vicino a {\displaystyle P}. Il segmento {\displaystyle PB} è perpendicolare a {\displaystyle l} (si veda la figura). Ogni retta {\displaystyle s} passante per {\displaystyle P} è adesso identificata dall'angolo {\displaystyle \theta } che forma con il segmento {\displaystyle PB}. L'angolo è detto angolo di parallelismo di {\displaystyle l} e {\displaystyle s}.
2. Se due rette {\displaystyle s_{1}} e {\displaystyle s_{2}} sono parallele a {\displaystyle l}, queste formano angoli diversi {\displaystyle \theta _{1}} e {\displaystyle \theta _{2}}: ogni altra retta con un angolo compreso fra {\displaystyle \theta _{1}} e {\displaystyle \theta _{2}} risulta essere parallela a {\displaystyle l}.

Le rette parallele a {\displaystyle l} passanti per {\displaystyle P} sono tutte e sole le rette con angolo di parallelismo appartenente ad un intervallo chiuso {\displaystyle [\theta ,\pi -\theta ]}. Le rette con angolo di parallelismo {\displaystyle \theta } e {\displaystyle \pi -\theta } sono asintoticamente parallele a {\displaystyle l}: in una direzione queste si avvicinano sempre più a {\displaystyle r}, senza mai intersecarla. Tutte le rette con angolo di parallelismo compreso fra {\displaystyle \theta } e {\displaystyle \pi -\theta } sono invece ultraparallele rispetto a {\displaystyle l}. 

## Proprietà

### Il parallelismo non è una relazione d'equivalenza
Il parallelismo in geometria iperbolica non è (a differenza di quanto accade nella geometria euclidea) una relazione d'equivalenza. In particolare, non è vero che se {\displaystyle r} è parallelo a {\displaystyle s} e {\displaystyle s} è parallelo a {\displaystyle t} allora {\displaystyle r} è parallelo a {\displaystyle t}. Per mostrare ciò basta prendere {\displaystyle r} e {\displaystyle t} due rette distinte passanti per un punto {\displaystyle P} non contenuto in {\displaystyle s}.